# 渡辺公徳
渡辺公徳（わたなべ こうとく）は日本の財務官僚。財務省主計局主計官（防衛担当）。

## 来歴
静岡県出身。東京大学法学部卒業。1994年 大蔵省入省（主税局調査課）。消費税率引き上げなどの税制改正関連法案が成立するさまを、国会に詰めながら見守っていたいたのを鮮明に覚えていると述べている。留学から帰国した1998年7月 大臣官房秘書課財務官室付主任。アジア通貨危機の中、G7などの裏方を務めた。2002年7月 金融庁総務企画局総務課長補佐（金融担当副大臣秘書官）。りそな銀行への公的資金注入、足利銀行への特別危機管理銀行などなどの問題が次々に発生する中で、臨場感あふれる仕事を経験することができたという。2006年7月 財務省主計局総務課長補佐（歳入・国債係主査）。国債の利払いや償還に必要な経費の査定や税金以外の収入の見積りが主な仕事であった。2008年7月 主計局総務課長補佐。2013年6月 金融庁総務企画局政策課政策管理官兼金融庁総務企画局政策課広報室長。2020年7月22日 主計局主計官（防衛担当）。

## 略歴
- 1994年4月：大蔵省入省（主税局調査課）。
- 1996年6月：留学。
- 1998年7月：大臣官房秘書課財務官室付主任[2]。
- 2000年7月：農林水産省大臣官房企画評価課。
- 2002年7月：金融庁総務企画局総務課長補佐（金融担当副大臣秘書官）。
- 2004年7月：金融庁監督局銀行第一課長補佐。
- 2006年7月：財務省主計局総務課長補佐（歳入・国債係主査）。
- 2008年7月：主計局総務課長補佐[3]。
- 2009年7月：主計局主計官補佐（経済産業第一、二係主査）。
- 2011年8月：金融庁総務企画局企画課長補佐。
- 2012年7月：金融庁総務企画局政策課総括企画官。
- 2013年6月：金融庁総務企画局政策課政策管理官 兼 金融庁総務企画局政策課広報室長。
- 2014年7月9日：金融庁総務企画局企業開示課企画官 兼 金融庁総務企画局市場課資産運用企画室長 兼 金融庁総務企画局政策課。
- 2015年7月9日：金融庁総務企画局付 兼 内閣官房内閣参事官（内閣官房副長官補付） 兼 内閣官房まち・ひと・しごと創生本部事務局参事官。
- 2017年7月10日：金融庁検査局企画審査課長。
- 2018年7月17日：金融庁総合政策局地域金融監理官。
- 2019年7月10日：金融庁総合政策局組織戦略監理官 兼 金融庁総合政策局秘書課開発研修室長。
- 2020年7月16日：大臣官房付。
- 2020年7月22日：主計局主計官（防衛担当）。